# 厄尼·戴維斯
厄尼斯特·戴維斯（Ernest R. Davis，1939年12月14日—1963年5月18日，23歲），簡稱厄尼 (Ernie), 是美式足球跑鋒和第一位贏得海斯曼獎(Heisman Memorial Trophy Award)的黑人運動員。
厄尼斯特·戴維斯生於美國賓夕法尼亞州新塞勒姆(New Salem),1958至1961年，戴維斯身穿44號球衣為雪城大學橙人橄欖球隊打球,連續三個球季獲得全國矚目，其中兩次獲選為全美第一隊。
戴維斯為1962年國家美式足球聯盟(National Football League)NFL選秀會的狀元，被華盛頓紅人簽下；隨即被交易到克里夫蘭布朗，發給他45號球衣。但是，厄尼從來沒有機會打過一場職業比賽，因為他於1962年被確診出急性白血病。
2008年環球影業的傳記電影《特快車》描述他的故事。該片是根據非小說類書《厄尼·戴維斯：埃爾邁拉的特快車》（Ernie Davis: The Elmira Express）改編成的，該書作者是羅伯特·加拉格爾（Robert C. Gallagher）。

## 早年的生活
厄尼的親生父親在厄尼出生後不久死於意外,他的母親,安飛士瑪麗•戴維斯弗萊明(Avis Marie Davis Fleming),無法獨自撫養厄尼。厄尼14個月大的時候，開始由他在賓夕法尼亞州尤寧敦市(Uniontown)的外祖父母，威利和伊麗莎白•戴維斯,照顧撫養。在厄尼與他的外祖父母生活的那段時間，厄尼學到了良好的教育,紀律,同情和忠誠度的價值重要性。此外，尤寧敦市有強烈豐富的運動傳統, 在這樣的影響下厄尼開始成為一個優秀的年輕運動員。在12歲時，他搬去與他的母親和繼父住在紐約州埃爾邁拉市(Elmira)，並開始了自己的體育傳奇。1954年厄尼戴維斯就讀紐約州埃爾邁拉市的埃爾邁拉高中 (Elmira Free Academy),並參與該校橄欖球校隊, 籃球校隊, 和棒球校隊。
在他的高中12年級賽季結束後，厄尼面臨從遍布全美國大學學院的招募。最後厄尼被他的童年英雄，傳奇運動員和雪城大學校友吉姆•布朗(James 'Jim' Brown)說服，選擇入學雪城大學。

## 大學生涯
從1958年到1961年之間,厄尼戴維斯在雪城大學校隊打橄欖球，其中三個賽季（ 1959-1961年）打進全國賽，並兩次獲得全美國一線隊榮譽。在1959年戴維斯大二那年，他率領雪城大學橄欖球校隊打到全美大學體育協會(英文：National Collegiate Athletic Association，縮寫：NCAA)分部IA全國橄欖球錦標賽，在1960年棉花杯(Cotton Bowl Classic)創下全勝不敗賽季並以23比14險勝德克薩斯州大學 (University of Texas)，戴維斯並獲選為 “最有價值的球員”。同一個賽季，埃爾邁拉星星公報(Star-Gazette)體育記者阿爾 (Al Mallette) 創造了戴維斯的暱稱:“埃爾邁拉快車” 。
1961年戴維斯大四那年，雪城大學橄欖球校隊完成了8勝3負的戰績，在費城的富蘭克林運動場的自由杯比賽(Liberty Bowl),以15比14戰勝邁阿密颶風隊而結束了賽季。
在戴維斯訪問棉花杯主辦城市達拉斯(Dallas, Texas)的期間,他發現種族歧視普遍存在美國南部。作家喬斯林塞利姆(Jocelyn Selim )寫道，在1960年賽後宴會，戴維斯被告知他只能領取他的獎，然後會被要求離開隔離設施。戴維斯和他的黑人隊友們被允許在宴會上用完他們的餐點。當甜點上後，一位男士悄悄走近他們，並告訴他們，當會場的門打開讓公眾進來跳舞,他們就必須離開。其他的隊友發現這三個人起身離開了,他們也想離開，但被告知，這只會造成更大的問題，所以他們留了下來。
但約翰•布朗 (John Brown) 對賽後宴會給了不同的解釋。布朗是戴維斯在雪城大學和克里夫蘭布朗隊的隊友,室友和親近的好朋友。據休斯敦紀事報(Houston Chronicle)的一篇文章，所有參加比賽的運動員都出席了宴會。布朗回顧，全部的球隊分坐在會場的兩側。在大家用完餐點和頒發獎杯後，這三位雪城黑人球員，包括布朗和戴維斯被美國全國有色人種協進會(National Association for the Advancement of Colored People,NAACP)的當地代表要求離開並帶到另一個在達拉斯的宴會。一個雪城大學的球員 Ger Schwedes建議整個雪城隊離開宴席以示聲援他們的黑人隊友，但這一個建議被雪城大學的裁判們拒絕。當紀事報問布朗這部傳記電影是否是他朋友的真實寫照，布朗說： “ ...... 簡短地說，不是”。
戴維斯成為第一個被授予海斯曼杯的黑人運動員（大學橄欖球的個人最高榮譽），還在1961年雪城大學他大四的賽季獲得了沃尔特·坎普紀念獎杯(Walter Camp Memorial Trophy)。美國總統約翰·甘迺迪曾關注戴維斯的橄欖球生涯。當戴維斯在紐約市接受獎杯時,甘迺迪總統並要求與戴維斯見面。在1963年，當埃爾邁拉市選擇2月3日來慶祝戴維斯的成就，甘迺迪總統發了一封電報，內容為：
“越來越少有運動員被值得這樣的致敬。您在球場內和球場外高標準的表現，反映出在競賽，體育精神和公民意識上最優秀的品質。這個國家已經賜予您運動成就的最高獎項。今晚這是我的榮幸稱呼你為一位優秀的美國人和一個我們的年輕人值得稱道的典範。我向你致敬。
戴維斯在雪城大學的時間，穿著和傳奇運動員吉姆•布朗(James "Jim" Brown)同樣的號碼44號，借此幫助學校建立一個傳統。這個傳統在2005年11月12日在一場場內儀式，學校將44號永遠收起。戴維斯在1960-1961也打了雪城大學的一個籃球賽季。雪城大學，以此來紀念所有那些穿44號的選手,並且被美國郵政署(the United States Postal Service) 許可將其郵政編碼(zip code)變更為13244。
在雪城大學就讀時期，戴維斯是美國國家認可的猶太兄弟會西格瑪阿爾法沐聯誼會(Sigma Alpha Mu Fraternity)的成員。戴維斯不僅是第一位在雪城組織的非洲裔成員, 也是全國聯誼會第一位的非洲裔成員。
戴維斯於1979年被選入大學橄欖球名人堂(the College Football Hall of Fame)。 
戴維斯是華盛頓特區豬皮俱樂部(The Pigskin Club of Washington, D.C.) 全美國大學橄欖球運動員的榮譽成員。

## 職業橄欖球生涯
在1962年全国橄榄球联盟(National Football League, NFL)選秀會,戴維斯是頭號選秀運動員。他由華盛頓紅人隊(Washington Redskins)選中,被交易到克里夫蘭布朗隊。他還簽約了美國橄欖球聯盟（American Football League）的水牛城比爾隊(Buffalo Bills)。
華盛頓紅人隊的球隊老闆喬治•普雷斯頓•馬歇爾( George Preston Marshall) 極不情願地簽下戴維斯。馬歇爾是一個臭名昭著的種族主義者, 多年來一直拒絕簽約任何黑人球員，他的偏見使得華盛頓紅人隊是NFL最後一個不願簽下黑人球員的球隊。馬歇爾指出他是想吸引NFL在美國南方的市場所以才簽下戴維斯。事實是美國內政部部長斯圖爾特尤德爾(Stewart Udall)發出最後通牒，要求馬歇爾簽約黑人球員，否則紅人隊在華盛頓哥倫比亞特區體育場的30年租約（現為羅伯特•F •肯尼迪紀念體育場）將被撤銷。該體育場是華盛頓特區的財產。馬歇爾不得不簽下戴維斯, 但戴維斯拒絕為紅人隊打球，並要求交易。
這個交易在Art Modell剛買下了布朗隊而且沒有Modell的知情或同意下,由布朗隊主教練保羅•布朗(Paul Brown)主導。這是從1946年保羅布朗擔任布朗隊球隊總經理和主教練以來的標準作業程序。戴維斯選擇了去克利夫蘭布朗隊，是因為他的同班同學約翰•布朗將成為他的球隊室友以及他所崇拜的吉姆•布朗已在布朗隊打球。
戴維斯從來沒有打過一場專業比賽，他只於1962年季前賽在聚光燈照射下象徵性地跑了克里夫蘭體育場。他去世後，布朗隊永久退休了他的45號球衣。

## 患病與死亡
在1962年的夏天，戴維斯被診斷出患有急性白血病，並開始接受治療。此病是無法治愈的不治之症。被診斷後三個月厄尼曾赴美國約翰斯霍普金斯(Johns Hopkins)，接受化學治療,但這也是保羅•布朗和Modell之間發生爭議的時間。 1963年5月18日戴維斯在克利夫蘭湖畔醫院(Cleveland Lakeside Hospital)去世，享年23歲。他去世後美國國會眾議院和參議院 均表揚稱頌戴維斯。他的葬禮在紐約州埃爾邁拉舉行, 超過1萬的哀悼者前來瞻仰與致敬。在葬禮上，收到甘迺迪總統的慰問函，並大聲朗讀給所有參加葬禮的人。戴維斯被安葬在紐約州埃爾邁拉伍德勞恩公墓(Woodlawn Cemetery), 美國的幽默大師及作家 馬克吐溫 也是安葬在同樣的墓園中。

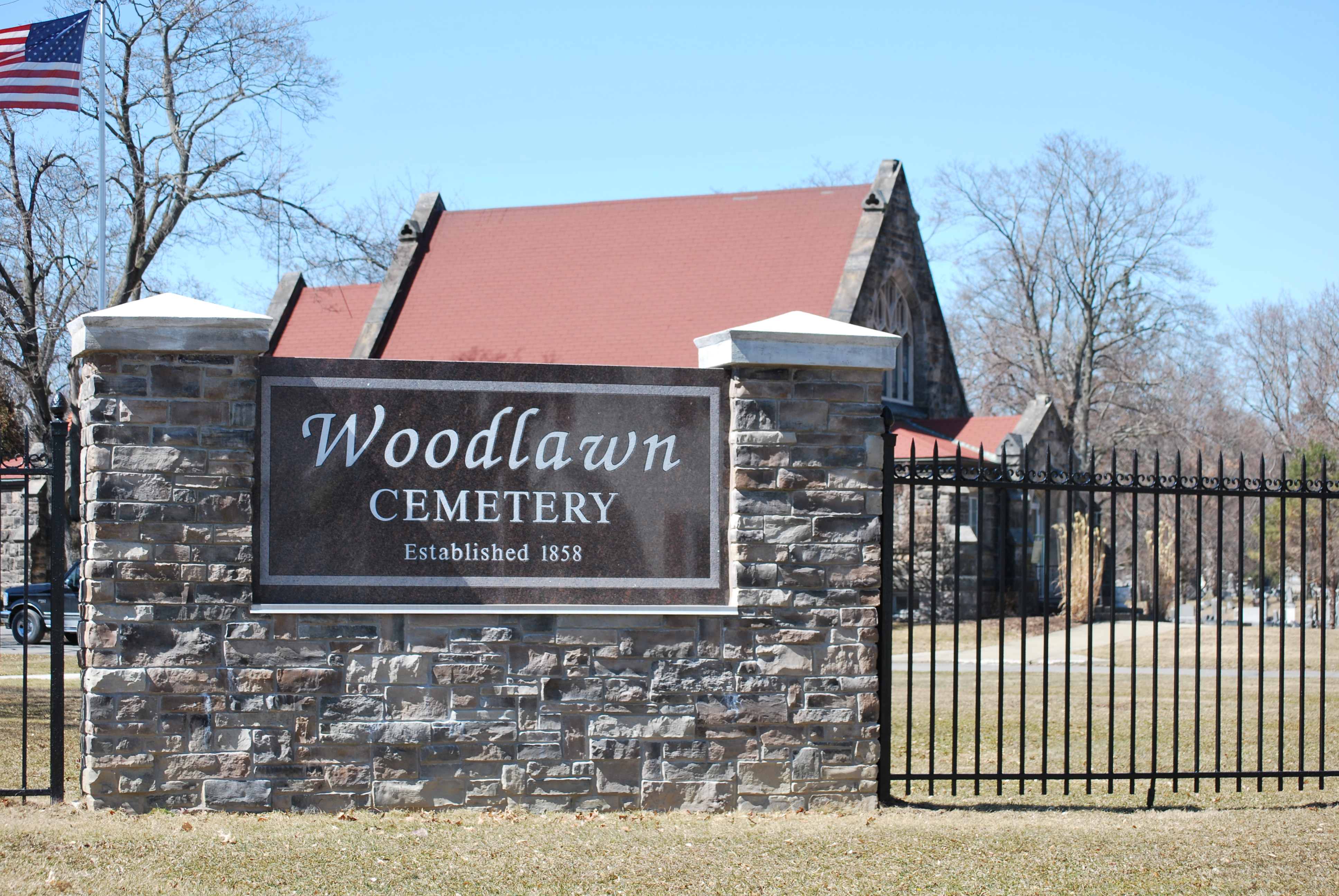
伍德勞恩墓園

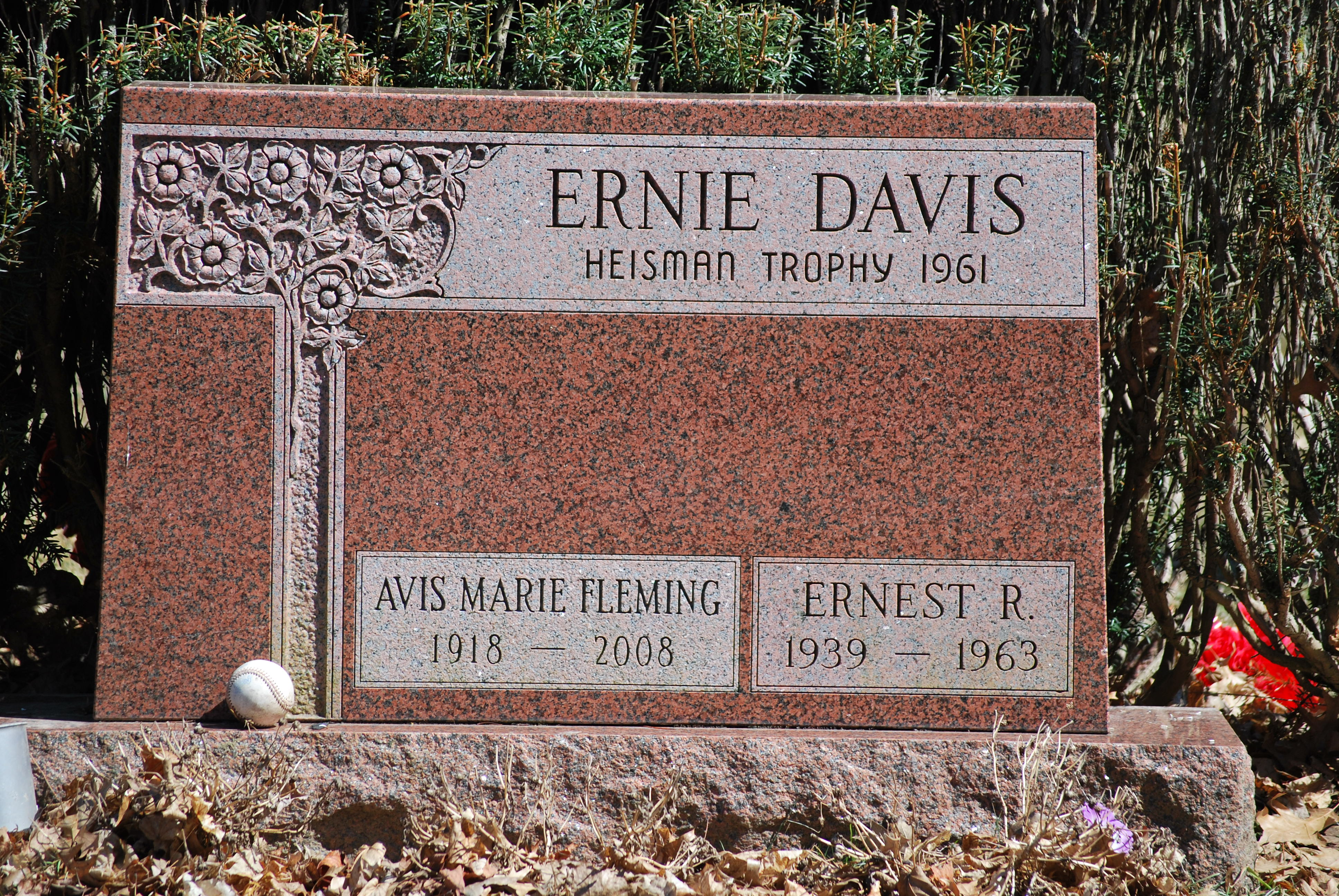
厄尼·戴維斯的墓碑

戴維斯的紀念雕像矗立在厄尼•戴維斯中學(Ernie Davis Middle School)，該建築曾是戴維斯就讀的埃爾邁拉高中, 現在變更為一所中學並以戴維斯的名字命名。戴維斯的另一個雕像矗立在雪城大學的校園裡，靠近亨德里克斯教堂(Hendricks Chapel)。

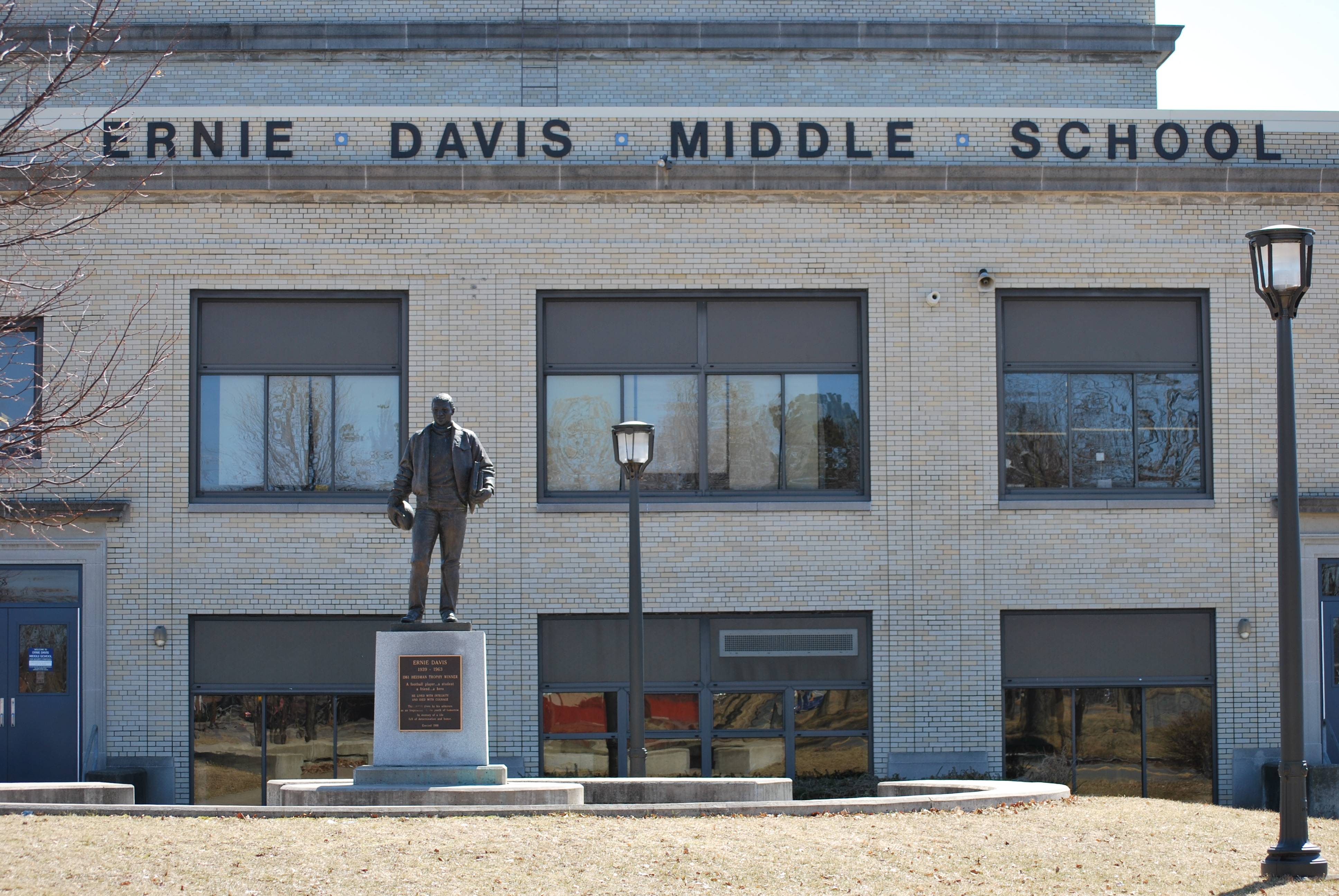
厄尼•戴維斯中學和戴維斯的紀念雕像

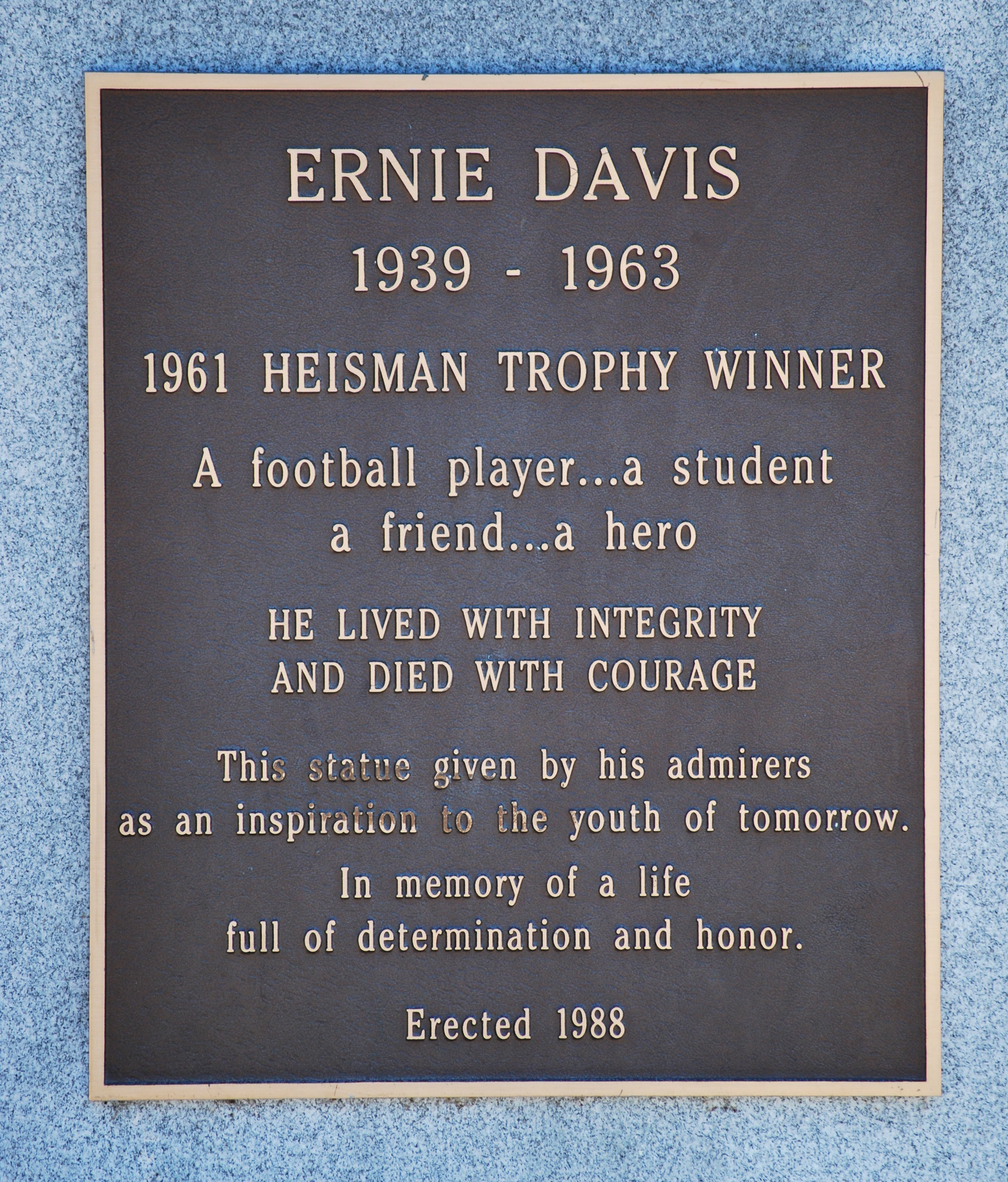
在厄尼·戴維斯紀念雕像上的牌匾

在2008年秋季戴維斯被選入大學橄欖球名人殿(College Football Hall of Fame), 巧合地是, 在同一時間他的傳記電影《特快車：厄尼·戴維斯的故事》舉行首映會, 而雪城大學校園裡的厄尼•戴維斯宿舍也開始興建。

## 索引
1. ↑  .   [2014-03-23]. （原始内容存档于2014-04-07）.
2. 1 2  .   [2021-08-18]. （原始内容存档于2014-03-23）.
3. ↑  .   [2014年4月2日]. （原始内容存档于2014年4月16日）.
4. ↑  .   [2014年3月23日]. （原始内容存档于2014年12月13日）.
5. ↑  Friends of Woodlawn Cemetery of Elmira, Inc.Cemetery History, March 24, 2014[永久]
6. ↑  .   [2014-03-25]. （原始内容存档于2014-10-09）.
7. ↑  .   [2014年3月25日]. （原始内容存档于2013年12月7日）.
8. ↑  .   [2014年3月25日]. （原始内容存档于2014年4月7日）.

## 外部連結
bio.Ernie Davis Biography, March 22, 2014 （页面存档备份，存于）
National Football Foundation Syracuse Celebrates the 50th Anniversary of Ernie Davis Claiming the Heisman, December 12, 2011 （页面存档备份，存于）
NFL Ernie Davis' legacy lives on long after his death, by Steve Wyche, August 3, 2012 （页面存档备份，存于）